# 620-й отдельный разведывательный артиллерийский дивизион
620-й отдельный разведывательный артиллерийский дивизион Резерва Главного Командования — воинское формирование Вооружённых Сил СССР, принимавшее участие в Великой Отечественной войне.
 Сокращённое наименование — 620-й орадн РГК.

## История
Сформирован в г. Саранск  в октябре 1942г. В действующей армии с 5.12.1942 по 24.05.1944.
В ходе Великой Отечественной войны вёл артиллерийскую разведку в интересах артиллерийских частей 9-й ад ,   артиллерии соединений и  объединений   Юго-Западного и 3-го Украинского фронтов.
24 мая 1944 года в соответствии с приказом НКО СССР от 16 мая 1944 года №0019  620-й орадн обращён на формирование  46-й гв. пабр 6-й  армии 3-го Украинского фронта   . .

## Состав
до октября 1943 года
- Штаб
- Хозяйственная часть
- батарея оптической разведки  (БОР)
- батарея звуковой разведки (БЗР)
- батарея топогеодезической разведки (БТР)
- артиллерийский метеорологический взвод (АМВ)
- фотограмметрический взвод (ФГВ)
- хозяйственный взвод

с октября 1943 года
- Штаб
- Хозяйственная часть
- 1-я батарея звуковой разведки (1-я БЗР)
- 2-я батарея звуковой разведки (2-я БЗР)
- батарея топогеодезической разведки (БТР)
- взвод оптической разведки (ВЗОР)
- фотограмметрический взвод (ФГВ)
- хозяйственный взвод

## Оперативное  подчинение
| Дата                | Фронт                | Армия         | Корпус | Дивизия | Бригада | Примечания |
| ------------------- | -------------------- | ------------- | ------ | ------- | ------- | ---------- |
| 5.12.42 -2.04.43г.  | Юго-Западный фронт   | 1-я гв. армия | -      | 9-я ад  | -       | -          |
| 2.04.43 -2.05.43г   | Юго-Западный фронт   | -             | -      | -       | -       | -          |
| 3.05.43-2.10.43г.   | Юго-Западный фронт   | 3-я гв. армия | -      | -       | -       | -          |
| 2.10.43-20.10.43г.  | Юго-Западный фронт   | 8-я гв. армия | -      | -       | -       | -          |
| 20.10.43-15.11.43г. | 3-й Украинский фронт | 8-я гв. армия | -      | -       | -       | -          |
| 15.11.43-24.05.44г. | 3-й Украинский фронт | 6-я армия     | -      | -       | -       | -          |

## Командование дивизиона
Командир дивизиона
- майор  Вифлеемский Анатолий Васильевич
- капитан Куренков Сергей Алексеевич

Начальник штаба дивизиона
- капитан Субботников Григорий Филиппович
- капитан Куренков Сергей Алексеевич
- ст. лейтенант Максуров Тимофей Апполонович

Заместитель командира дивизиона по политической части
- капитан Топчий Иван Семенович

Помощник начальника штаба дивизиона
- ст. лейтенант Лаенко Яков Иванович

Помощник командира дивизиона по снабжению

## Командиры подразделений дивизиона
Командир  БЗР (до октября 1943 года)
- капитан Куренков Сергей Алексеевич

Командир  БОР (до октября 1943 года)
- ст. лейтенант Жигала Михаил Григорьевич

Командир 1-й БЗР
- ст. лейтенант Смирнов Павел Иванович

Командир 2-й БЗР
- капитан Доросинский Леонид Миронович

Командир БТР
- ст. лейтенант Максуров Тимофей Апполонович
- ст. лейтенант Коцупал Иван Митрофанович

Командир ВЗОР
- лейтенант Гайдай Михаил Петрович

Командир ФГВ
- лейтенант Петренко Николай Григорьевич